# 望雲県
望雲県（ぼううん-けん）は中華人民共和国河北省にかつて存在した県。現在の張家口市赤城県北部に相当する。
遼朝により設置され、明代により廃止された。